# 로베르토 두란
로베르토 두란 사마니에고(스페인어: Roberto Durán Samaniego, 1951년 6월 16일 ~ )는 파나마의 은퇴한 권투 선수이다. 돌주먹(Manos de Piedra)이라는 별명으로 잘 알려져 있다.